# Kiến Xương
Kiến Xương là một huyện cũ nằm ở phía nam tỉnh Thái Bình, Việt Nam.

## Địa lý
Huyện Kiến Xương nằm ở phía nam của tỉnh Thái Bình, nằm cách thành phố Thái Bình khoảng 14 km về phía nam, cách trung tâm thủ đô Hà Nội khoảng 124 km, có vị trí địa lý:
- Phía đông giáp huyện Tiền Hải
- Phía tây giáp thành phố Thái Bình và huyện Vũ Thư
- Phía nam giáp huyện Xuân Trường và huyện Giao Thủy thuộc tỉnh Nam Định
- Phía bắc giáp huyện Đông Hưng và huyện Thái Thụy.

Đầu năm 2008, huyện Kiến Xương có diện tích tự nhiên là 19.920,73 ha (199,21 km²) và dân số là 223.179 người. 6% dân số theo đạo Thiên Chúa.

## Hành chính
Huyện Kiến Xương có 29 đơn vị hành chính cấp xã trực thuộc, bao gồm thị trấn Kiến Xương (huyện lỵ) và 28 xã: An Bình, Bình Định, Bình Minh, Bình Nguyên, Bình Thanh, Hòa Bình, Hồng Thái, Hồng Tiến, Hồng Vũ, Lê Lợi, Minh Quang, Minh Tân, Nam Bình, Quang Bình, Quang Lịch, Quang Minh, Quang Trung, Quốc Tuấn, Tây Sơn, Thanh Tân, Thống Nhất, Trà Giang, Vũ An, Vũ Công, Vũ Lễ, Vũ Ninh, Vũ Quý, Vũ Trung.

## Văn hóa
Làng chạm bạc Đồng Xâm
Thuộc xã Hồng Thái. Đây là một làng nghề chạm khắc kim loại quý. Theo người làng kể lại cách đây hơn 300 năm có nghệ nhân chạm bạc là Nguyễn Kim Lâu theo truyền dọc sông Trà Lý về lập nghiệp ở đây. Ông đã truyền dạy nghề chạm kim loại quý cho cư dân trong làng. Sau khi ông mất, để tưởng nhớ công đức của ông, dân làng đã lập đền thờ tại Đồng Xâm. Trải bao biến cố nhưng ngày nay nghề vẫn được duy trì và phát triển.
Lễ hội đền Đồng Xâm
Lễ hội được tổ chức để tưởng nhớ Triệu Vũ Đế - hoàng đế đầu tiên của nước Việt, một người con rể của làng. Lễ hội được tổ chức vào ngày mùng 1 đến mùng 3 tháng Tư âm lịch. Lễ hội có nhiều hoạt động, trong đó có hội chợ trưng bày những sản phẩm kim loại, bạc chạm rất tinh tế. Lễ hội còn tổ chức bơi trải, diễn chèo, hát ca trù...
Bên cạnh đó, tại làng Đồng Xâm còn có đền thờ Nguyễn Kim Lâu, tổ sư nghề chạm bạc.
Lễ hội Đền làng Lại Trì
Làng Lại Trì hiện nay gồm xã Vũ Tây và xã Vũ Sơn (nay là xã Tây Sơn), đền làng thờ Khổng Minh Không (quốc sư triều Lý). Lễ hội diễn ra từ ngày 10 đến 13 tháng 9 âm lịch. Lễ hội có rước kiệu từ đền Thánh ra Am và ngược lại, dâng hương, tụng kinh, tục đua thuyền nhớ về sự tích Khổng Minh Không.
Di tích đình Bình Trật
Tọa lạc tại xã An Bình. Di tích này cùng giếng đình gắn liền với nhiều sự kiện theo chiều dài lịch sử giữ nước của dân tộc đã được công nhận là di tích lịch sử văn hóa cấp quốc gia 1984.

## Lịch sử
Thời Lê Trung Hưng, huyện Kiến Xương được gọi là huyện Chân Định thuộc phủ Kiến Xương trấn Sơn Nam. Đến thời nhà Nguyễn, năm 1832 triều Minh Mạng là huyện Chân Định phủ Kiến Xương tỉnh Nam Định (cũ), đến năm 1889 và 1890, triều Thành Thái, đổi là huyện Trực Định phủ Kiến Xương tỉnh Thái Bình. Từ Cách mạng tháng Tám đổi thành huyện Kiến Xương tỉnh Thái Bình.
Sau Cách mạng tháng Tám 1945, bỏ cấp phủ, gọi chung là huyện, huyện Kiến Xương có 32 xã: An Bình, An Bồi, An Ninh, Bắc Hải, Bình Định, Bình Minh, Bình Nguyên, Bình Thanh, Đình Phùng, Hòa Bình, Hồng Thái, Hồng Tiến, Lê Lợi, Minh Hưng, Minh Tân, Nam Bình, Nam Cao, Phương Công, Quang Bình, Quang Hưng, Quang Lịch, Quang Minh, Quang Trung, Quốc Tuấn, Quyết Tiến, Tán Thuật, Thanh Tân, Thượng Hiền, Trà Giang, Vân Trường, Vinh Quang, Vũ Lăng.
Ngày 12 tháng 7 năm 1958, giải thể 2 xã Quang Minh và Vinh Quang.
Ngày 17 tháng 6 năm 1969, chuyển 13 xã: Vũ Đông, Vũ Tây, Vũ Sơn, Vũ Lạc, Vũ Quý, Vũ Trung, Vũ Thắng, Vũ Công, Vũ Lễ, Vũ An, Vũ Ninh, Vũ Hòa, Vũ Bình thuộc huyện Vũ Tiên (cũ) về huyện Kiến Xương quản lý.
Ngày 10 tháng 9 năm 1969, chuyển 5 xã: Bắc Hải, Phương Công, Vân Trường, Vũ Lăng, An Ninh về huyện Tiền Hải quản lý.
Năm 1974, tái lập xã Quang Minh.
Ngày 8 tháng 6 năm 1988, thành lập thị trấn Kiến Xương trên cơ sở tách xóm Quang Trung và xóm Tân Tiến của xã Tán Thuật.
Ngày 12 tháng 4 năm 2002, hợp nhất thị trấn Kiến Xương và xã Tán Thuật để thành lập thị trấn Thanh Nê.
Ngày 13 tháng 12 năm 2007, chuyển 2 xã Vũ Lạc và Vũ Đông về thành phố Thái Bình quản lý.
Ngày 11 tháng 2 năm 2020, Ủy ban Thường vụ Quốc hội ban hành Nghị quyết số 892/NQ-UBTVQH14 về việc sắp xếp các đơn vị hành chính cấp xã thuộc tỉnh Thái Bình giai đoạn 2019–2021 (nghị quyết có hiệu lực từ ngày 1 tháng 3 năm 2020). Theo đó:
- Sáp nhập xã An Bồi và thị trấn Thanh Nê để tái lập thị trấn Kiến Xương
- Sáp nhập xã Minh Hưng và xã Quang Hưng thành xã Minh Quang
- Sáp nhập xã Vũ Tây và xã Vũ Sơn thành xã Tây Sơn
- Sáp nhập xã Quyết Tiến vào xã Lê Lợi.

Ngày 28 tháng 9 năm 2024, Ủy ban Thường vụ Quốc hội ban hành Nghị quyết số 1201/NQ-UBTVQH15 về việc sắp xếp đơn vị hành chính cấp xã của tỉnh Thái Bình giai đoạn 2023–2025 (nghị quyết có hiệu lực từ ngày 1 tháng 11 năm 2024). Theo đó:
- Thành lập xã Thống Nhất trên cơ sở 3 xã: Đình Phùng, Nam Cao, Thượng Hiền
- Thành lập xã Hồng Vũ trên cơ sở 3 xã: Vũ Bình, Vũ Hòa, Vũ Thắng.

Huyện Kiến Xương có 1 thị trấn và 28 xã như hiện nay.

## Người nổi tiếng
- Nguyễn Thị Chiên, nữ anh hùng đầu tiên của lực lượng vũ trang Việt Nam
- Trung tướng Phạm Tuân, phi công Việt Nam đầu tiên bay vào vũ trụ, người xã Quốc Tuấn.
- Nguyễn Khang (1919-1976): là một cựu chính trị gia Việt Nam. Thường vụ Xứ ủy Bắc Kỳ Đảng Cộng sản Đông Dương, người đầu tiên quyết định và trực tiếp lãnh đạo thành công cuộc Tổng khởi nghĩa Hà Nội trong Cách mạng tháng Tám, Bí thư Thành ủy Hà Nội, Bộ trưởng Văn phòng Thủ tướng phủ, Đại sứ Việt Nam Dân chủ Cộng hòa tại Trung Quốc, Chánh Văn phòng Trung ương Đảng Cộng sản Việt Nam.
- Nguyễn Văn Vực (1909–1952): Bí thư tỉnh ủy Thái Bình; Bí thư tỉnh ủy Sóc Trăng; Bí thư Khu ủy Khu 9; Trưởng ban Nông vận miền Nam
- Đặng Kim Giang (1910–1983): Thiếu tướng, nguyên là Phó Chủ nhiệm Tổng cục Hậu cần Quân đội nhân dân Việt Nam, Thứ trưởng Bộ Nông trường.
- NSND Trung Kiên: quê quán: Vũ Trung - Kiến Xương là một ca sĩ nhạc đỏ kiêm chính trị gia người Việt Nam, từng giữ chức vụ Thứ trưởng Bộ Văn hóa Thông tin và Giám đốc Nhà hát Nhạc Vũ Kịch Việt Nam. Ông đã được nhà nước Việt Nam phong học hàm Giáo sư, và Nghệ sĩ nhân dân
- Trần Thị Duyên, nhạc sỹ sáng tác bài hát Bông hoa mừng cô

## Làng nghề
Ngành tiểu thủ công nghiệp, nghề phụ cũng phát triển tại một số địa phương của huyện trong đó một số nghề có thể mai một hoặc vẫn được duy trì:
- Xã có nghề chạm bạc Đồng Xâm Hồng Thái
- Nghề chạm bạc ở Lê Lợi
- Có nghề dệt tơ đũi ở Nam Cao
- Làm hương một số gần thị trấn Kiến Xương
- Làm đệm lót và mây tre đan Thụy Bích (Quốc Tuấn)
- Nghề, có nghề dệt thảm ở Vũ Trung
- Làng nghề mộc Đại Đồng (Vũ Ninh)
- Mây tre đan, phôi nhựa Đắc Chúng (Quốc Tuấn)
- Một số làm móc sợi Bình Định
- Xã nghề dệt tơ đũi Nam Cao
- Làng nghề mây tre đan Tây Ninh (Vũ Ninh)
- Một số có nghề thủy sản, mắm cáy Hồng Tiến
- Mây tre đan xã Thượng Hiền
- Nghề mộc, thợ mộc ở Quang Trung.